# 곽범기
곽범기(郭範基, 1939년 11월 20일 ~ )는 조선민주주의인민공화국의 정치인이다.
그는 조선로동당 중앙위원회 정치국 후보위원 등을 지냈으며 최고인민회의 제12기 대의원에 선출되었다.

## 경력
희천공업대학을 나왔으며, 1983년 2월 희천기계공장 분공장 지배인을 거쳐 1991년 1월 정무원 기계공업부 제1부부장에 임명되었다. 그리고 1993년 12월 정무원 기계공업부 부장에 올랐다. 1993년 12월 조선로동당 중앙위원회 후보위원이 되었으며, 1998년 9월 내각 부총리에 임명되었다. 2003년 조선 김일성화 및 김정일화연맹 위원장을 지냈다. 그리고 같은 해 8월 국가학위직수여위원회 위원장직도 함께 맡아 2010년 6월에 내각 부총리직에서 물러날 때까지 겸직했다. 2010년 6월이후 함경남도 당위원회 책임비서로 있다. 2010년 9월, 조선로동당 중앙위원회 위원에 선임되었다. 2012년 4월 11일 열린 조선로동당 제4차당대표자회에서 당 중앙정치국 후보위원으로 선출되었다.

## 최고인민회의 대의원
1998년 최고인민회의 제10기 대의원, 2003년 제11기 대의원에 연이어 선출되었다. 2009년 4월이후 제12기 대의원으로 있다.

## 기타
1994년 7월 김일성, 1995년 2월 오진우, 2005년 10월 연형묵, 2008년 10월 박성철, 2009년 4월 홍성남, 2010년 4월 김중린, 2010년 11월 조명록, 2011년 김정일 사망 당시에 국가 장의위원회 위원을 맡았다.